# Maurizio Bianchi
Maurizio Bianchi (* 4. prosince 1955 Pomponesco) je italský hudebník a skladatel, patřící k zakladatelům žánru noise. Působil také pod pseudonymy M. B. nebo Sacher-Pelz.
Pracoval jako recepční hotelu v Miláně, byl také přispěvatelem hudebního časopisu Rockerilla a jako jeden z prvních propagoval v Itálii punk rock. Od roku 1979 vydával na kazetách experimentální nahrávky inspirované futurismem, minimalismem, krautrockem, musique concrète a industriální hudbou; pomocí syntezátorů vytvářel rozsáhlé instrumentální kompozice založené na monotónním hluku. V roce 1981 vydal u značky Sterile Records svoje první album Symphony For a Genocide, šokující nejen zvukovou stránkou, ale také tím, že všechny skladby byly pojmenovány po nacistických vyhlazovacích táborech. Ačkoli šlo o čistě uměleckou záležitost, která měla evokovat ztrátu lidskosti v moderní době, spekulace o Bianchiho nacistických sklonech posílilo album Triumph of the Will, na němž Steven Stapleton vydal koláž Bianchiho nahrávek a Hitlerových projevů pod názvem Leibstandarte SS MB. Bianchi se od záležitosti distancoval a prohlásil, že vydavatelství Come Organisation zneužilo jeho slabé angličtiny a donutilo ho uzavřít nevýhodnou smlouvu, kvůli níž ztratil kontrolu nad svým dílem. Potí založil vlastní vydavatelství Mectpyo Studio, vytvořil jedenáct dlouhohrajících desek a soundtrack k filmu Mörder unter uns. V roce 1983 vstoupil do náboženské společnosti Svědkové Jehovovi a hudební činnost ukončil.
Po umělecké pauze se vrátil v roce 1998 konceptuálním albem Colori. Bianchiho nová tvorba je podstatně klidnější než jeho počátky, blíží se spíše meditativní ambientní hudbě a testuje možnosti elektronicky produkovaného zvuku. Překonal také své samotářství a navázal spolupráci s dalšími avantgardními hudebníky jako Merzbow, Der Bekannte Post Industrielle Trompeter nebo Atrax Morgue.